# Aire d'attraction de Josselin
L'aire d'attraction de Josselin est un zonage d'étude défini par l'Insee pour caractériser l’influence de la commune de Josselin sur les communes environnantes. Publiée en octobre 2020, elle se substitue à l'aire urbaine de Josselin, qui se composait d'une commune dans le zonage de 2010.

## Définition
L'aire d'attraction d'une ville est composée d’un pôle, défini à partir de critères de population et d’emploi ainsi que d’une couronne constituée des communes dont au moins 15 % des actifs travaillent dans le pôle. Le pôle d’attraction constitue ainsi un point de convergence des déplacements domicile-travail,.

## Type et composition
L’aire d'attraction de Josselin est une aire intra-départementale qui comporte 4 communes dans le Morbihan. 
Elle est catégorisée dans les aires de moins de 50 000 habitants.
Dans la région, la population est relativement peu concentrée dans les pôles. Ainsi, moins d’un tiers de la population y vit contre plus de la moitié au niveau national. C’est en particulier le cas pour l’aire d'attraction de Josselin qui présente une population de 7 311 habitants localisés dans la région et dont 34,1 % résident dans le pôle.
En Bretagne, la population augmente de 0,6 % par an en moyenne entre 2007 et 2017 (+ 0,5 % en France). Pour l’aire de Josselin, elle est par contre en diminution puisqu'elle s'établit à -0,1 %. Le nombre d’emplois présents dans l’aire d’attraction est de 3 217.

### Carte

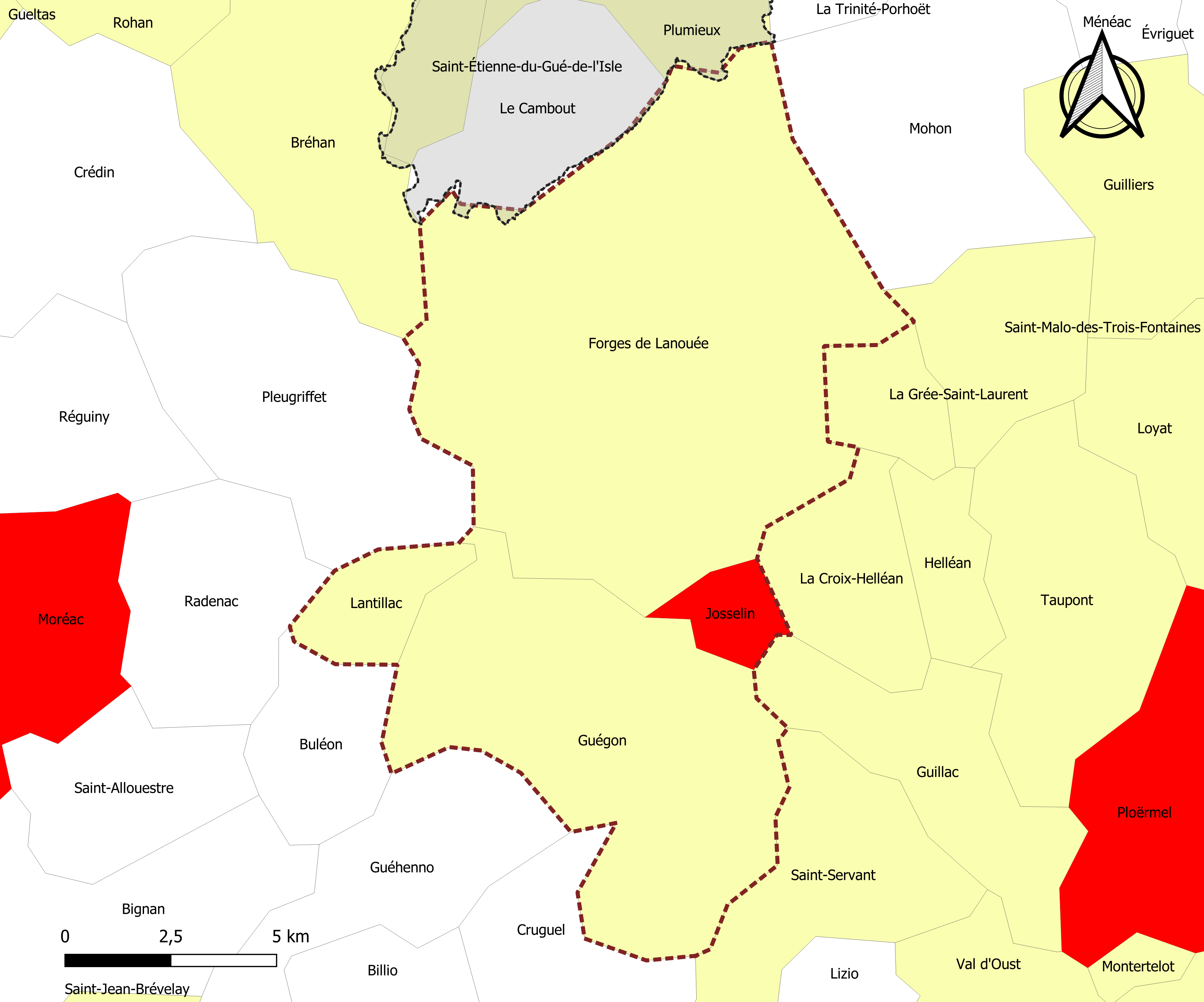
Carte de l'aire d'attraction de Josselin.
Commune-centre
Commune de la couronne

### Composition communale
| Nom                       | Code Insee | Département | Statut                 | Superficie (km2) | Population (dernière pop. légale) | Densité (hab./km2) | Modifier                                    |
| ------------------------- | ---------- | ----------- | ---------------------- | ---------------- | --------------------------------- | ------------------ | ------------------------------------------- |
| Josselin (commune-centre) | 56091      | Morbihan    | commune-centre         | 4,48             | 2 559 (2022)                      | 571                | modifier les données · modifier les données |
| Guégon                    | 56070      | Morbihan    | commune de la couronne | 53,52            | 2 308 (2022)                      | 43                 | modifier les données · modifier les données |
| Forges de Lanouée         | 56102      | Morbihan    | commune de la couronne | 96,29            | 2 190 (2022)                      | 23                 | modifier les données · modifier les données |
| Lantillac                 | 56103      | Morbihan    | commune de la couronne | 7,72             | 291 (2022)                        | 38                 | modifier les données · modifier les données |